# Una campana per Adano
Una campana per Adano (A Bell for Adano) è un film statunitense del 1945 diretto da Henry King.
Il film è stato tratto dal romanzo Una campana per Adano, di John Hersey, che vinse il Premio Pulitzer nel 1945. La storia, ambientata durante la seconda guerra mondiale, ha per protagonista il maggiore italo-americano dell'esercito statunitense Victor P. Joppolo, che viene messo a capo della città di Adano (nome di fantasia per Licata, dove avvennero i fatti) durante l'Operazione Husky.

## Trama
Al maggiore dell'esercito statunitense Victor Joppolo, italo-americano, è affidato il compito di governare il paese (immaginario) di Adano, in Sicilia, nel periodo susseguente allo sbarco alleato nell'isola durante la seconda guerra mondiale. Egli è intenzionato a svolgere le proprie mansioni con coscienziosità, pertanto rimane stupito quando, mentre la maggioranza dei locali interpellati ritiene che il problema più pressante per Adano sia la fame, più d'uno gli risponde essere la mancanza della campana della torre del municipio, requisita da Mussolini all'inizio della guerra per essere fusa per costruire armi. La campana ha un valore non solo simbolico, ma appare essere stata, con i suoi rintocchi che sovrastavano quelli delle campane di tutte le chiese dei dintorni, di notevole utilità pratica in quanto scandiva le attività del paese e delle campagne circostanti.
Joppolo incontra una popolazione prostrata dalla guerra ed affamata, ma anche – nonostante non manchi qualche persona dotata di civile buon senso – generalmente arretrata, servile, disordinata, con carattere istrionico e vendicativo, portata al lenocinio e alla prostituzione, con un ex-sindaco fascista totalmente codardo ed un carabiniere troppo patentemente imbecille; una popolazione in ogni caso romantica e canterina, tendente all'obesità ma affascinata dal torrone, smandolinante e danzante, e alcune volte umana e sincera. Ma Joppolo – onesto, compassionevole, clemente ed equo - si mette all'opera: per il bene della comunità non esita a contravvenire agli ordini giuntigli da un comando militare lontano ed ignaro delle necessità del posto, cosa per cui alla fine dovrà pagare.
Joppolo è attratto (forse ricambiato) dalla giovane e bella bionda (tinta) Tina Tomasino, ma nessuno dei due si abbandona ad un rapporto che in ogni caso sarebbe truffaldino, oltre che magari illecito, poiché il maggiore è sposato, ama la moglie ma ne sente la mancanza, così come la donna sente la mancanza del suo fidanzato Giorgio. I due si parlano, Joppolo le spiega che il suo luogo di nascita, il Bronx, è da considerarsi idilliaco rispetto alla povertà della Sicilia, perché là chiunque (compresi i suoi genitori immigrati dall'Italia) ha automobili ed elettrodomestici. Quando gli italiani prigionieri di guerra degli statunitensi ritornano in paese, Tina apprende che il suo Giorgio è morto durante una lite fra soldati italiani ubriachi, perché il giovane – pur non essendo fascista – sosteneva la necessità per i soldati italiani di continuare a combattere, senza arrendersi alle forze d'invasione (o "liberatori", secondo altri punti di vista), per una questione di onore.
Alla fine arriva anche la campana, che Joppolo è riuscito a trovare. Una grande festa è allestita dai paesani per onorarlo. Tutti riconoscono che il maggiore americano ha fatto molto per la cittadinanza. Ma, dopo la festa, giunge la lettera di un generale, che solleva Joppolo dalle sue mansioni per insubordinazione, riferendosi a quando egli aveva disobbedito ai suoi ordini, avendo avuto a cuore le reali necessità della comunità. Egli parte all'alba. 

## Produzione
Il film, diretto da Henry King su una sceneggiatura di Lamar Trotti e Norman Reilly Raine con il soggetto di John Hersey (autore del romanzo), fu prodotto da Twentieth Century Fox Film Corporation e girato nei 20th Century Fox Studios a Century City in California. Il titolo di lavorazione fu John Hersey's A Bell for Adano.

## Distribuzione
Il film fu distribuito negli Stati Uniti nel 1945 al cinema dalla Twentieth Century Fox.
Alcune delle uscite internazionali sono state:
- negli Stati Uniti il 21 giugno 1945
- in Svezia l'11 marzo 1946 (Klockan i Adano)
- in Finlandia il 13 dicembre 1946 (Adanon kello)
- in Spagna (La campana de la libertad)
- in Belgio (Opdat de klok luide)
- in Grecia (Pafsate pyr)
- in Francia (Une cloche pour Adano)
- in Italia (Una campana per Adano)

## Critica
Secondo il Morandini il film, classico del filone di propaganda statunitense, si rivela "dignitoso", traboccante "di umanità e buoni sentimenti" e si pregia di vari momenti emozionanti che "riscattano in parte la convenzionale ambientazione siciliana".